# The Polynesian Society
The Polynesian Society ist eine Non-Profit-Organisation in Neuseeland, die sich mit der Geschichte, der Anthropologie, Ethnologie, Soziologie, Archäologie und der Linguistik der Māori und anderen Volksgruppen Ozeaniens auseinandersetzt und ein Forum für Diskussion und Erfahrungsaustausch ist. Zusammen mit der University of Auckland gibt sie das vierteljährlich erscheinende Magazin The Journal of the Polynesian Society sowie weitere Publikationen heraus.

## Geschichte
Die Polynesian Society wurde am 8. Januar 1892 in Wellington gegründet und zählte zu Beginn 112 Mitglieder. Initiator der Gründung war seinerzeit der Ethnologe Stephenson Percy Smith, mit ihm zusammen sich der Politiker und Gelehrter Edward Robert Tregear, der Priester T. G. Hammond und Bischof W. L. Williams an der Gründung der Gesellschaft beteiligten. Das Interesse an der Arbeit der Polynesian Society war so groß, dass die Gesellschaft 1965 bereits über 1300 Mitglieder verfügte. In den Jahren von 1901 bis 1925 hatte die Vereinigung ihren Sitz in New Plymouth, davor und danach in Wellington. Heute hat die Organisation ihren Sitz im Department of Māori Studies an der University of Auckland.

## Präsidenten
Bekannte Präsidenten in früheren Tagen der Gesellschaft waren (alphabetisch sortiert):
- Elsdon Best
- Jock Malcolm McEwen
- Apirana Turupa Ngata
- Stephenson Percy Smith
- Henry Devenish Skinner
- William Henry Skinner
- Edward Robert Tregear
- Herbert William Williams
- W. L. Williams